# 30295 Anvitagupta
30295 Anvitagupta è un asteroide della fascia principale. Scoperto nel 2000, presenta un'orbita caratterizzata da un semiasse maggiore pari a 2,5608754 UA e da un'eccentricità di 0,1025136, inclinata di 4,56589° rispetto all'eclittica.